# Nikon FM
La Nikon FM è una fotocamera reflex (SLR) per pellicola 35 mm prodotta dal 1977 al 1982. È costruita interamente in metallo ed ha un otturatore meccanico. È dotata del solo focus manuale con controllo di esposizione manuale ed essendo completamente meccanica non necessita di batterie per il funzionamento. È possibile comunque inserirle per sfruttare il misuratore di luminosità i cui risultati sono mostrati all'interno del mirino tramite dei led. Lo stesso meccanismo viene ripreso dalla successiva FM2 aumentandone le capacità.
Utilizza un otturatore al titanio con tendina verticale ed i tempi supportati vanno da 1 s ad 1/1000 s.